# 1942 год в театре
1942 год в театре

## События
- 23 января — премьера балета «Русский солдат» М. М. Фокина на музыку сюиты «Поручик Киже» С. С. Прокофьева в Бостоне

## Персоналии

### Родились
- 1 января — Сергей Шакуров, советский и российский актёр театра и кино, Народный артист РСФСР
- 15 февраля — Нонна Терентьева, советская актриса театра и кино
- 7 марта — Людмила Власова, советская артистка балета, солистка Большого театра, актриса, хореограф танцев на льду
- 7 марта — Владлен Бирюков, советский и российский актёр театра и кино, народный артист России
- 29 марта — Борис Романов, советский и российский актёр театра и кино, заслуженный артист России
- 23 апреля — Юрий Новохижин, советский и российский актёр театра и кино, народный артист России
- 17 июля — Владимир Пахомов, советский и российский театральный режиссёр, народный артист РСФСР
- 24 июля — Ирина Мирошниченко, актриса театра и кино, народная артистка РСФСР
- 11 августа — Виктор Шулаков, украинский театральный актёр, режиссёр, драматург, педагог, лауреат Национальной премии Украины им. Т. Шевченко, народный артист Украины, лауреат премии «Киевская пектораль», заслуженный деятель искусств Украины
- 15 августа — Валерия Заклунная, советская и украинская актриса театра и кино, народная артистка Украинской ССР
- 17 августа — Муслим Магомаев, советский, азербайджанский и российский оперный и эстрадный певец (баритон), народный артист СССР
- 24 августа — Анна Селеш, венгерская и румынская актриса театра и кино.
- 25 августа — Маргарита Терехова, советская и российская актриса театра и кино, народная артистка России
- 2 ноября — Юрий Копылов, советский, российский театральный режиссёр и педагог, народный артист России
- 29 декабря — Всеволод Абдулов, российский актёр театра и кино

### Скончались
- 11 июня — Иван Васильевич Экскузович, театральный деятель, управляющий академическими театрами РСФСР.
- 9 июля — Михаил Климов, советский актёр театра и кино, Народный артист СССР
- 22 августа — Михаил Фокин, российский артист балета, балетмейстер и педагог.
- 22 сентября — Карола Сесилия, венгерская певица и танцовщица оперетты, примадонна.